# Kim Ung-yong
Kim Ung-Yong, född 8 mars 1962, är ett koreanskt före detta underbarn. Kim var upptagen i Guinness rekordbok under "Högsta IQ". Boken uppskattade pojkens poäng till cirka 210 
Kort efter födseln började Kim att visa extraordinär intellektuell kapacitet. Han började tala vid fyra månader, kunde samtala flytande vid sex månader och kunde läsa japanska, koreanska, tyska och engelska kring två års ålder. Dessutom tog det ungefär en månad för honom att lära sig ett främmande språk. Sju månader senare lärde han sig begreppen inom multiplikation och kunde förstå begreppen inom differentialkalkyl. Vid fyra års ålder, den 2 november 1967, löste han komplicerade differential- och integralkalkylproblem i japansk tv. Även tidigt i barndomen, började han skriva poesi och var en duktig målare.
Kim var gäststudent i fysik vid Hanyangs universitets kurser i revision från fyra till sju års ålder. År 1970, vid åtta års ålder, blev han inbjuden till USA av NASA. Han avslutade sina universitetsstudier för att så småningom få en doktorsexamen i fysik vid 15 års ålder. År 1974 under sina universitetsstudier, började han sitt forskningsarbete vid NASA och fortsatte med detta arbete tills han återvände till Sydkorea 1978.
Tillbaka i Sydkorea bestämde han sig för att byta från fysik till studier inom väg- och vattenbyggnad. Så småningom doktorerade han inom detta område. Han publicerade omkring 90 artiklar om hydraulik i vetenskapliga tidskrifter. Från och med 2007 jobbar han som adjungerad forskare vid Chungbuk National University i Cheongju.